# Contea di Schuyler (Missouri)
La contea di Schuyler in inglese Schuyler County è una contea dello Stato del Missouri, negli Stati Uniti. La popolazione al censimento del 2000 era di 4 170 abitanti. Il capoluogo di contea è Lancaster